# بی‌گناهی (فیلم)
بی‌گناهی (نروژی: Uskyld) یک فیلم درام نروژی به کارگردانی سارا یونسن است که در سال ۲۰۱۲ منتشر شد. از بازیگران این فیلم می‌توان به ماریا بونوی، کریستوفر یونر، داوید دنسیک و ماریا هیسکانن اشاره کرد.